# Eulerjev izrek o poliedrih
Eulerjev izrek o poliedrih (ali Eulerjeva poliedrska formula) je v geometriji izrek, ki povezuje število oglišč, robov in stranskih ploskev konveksnih poliedrov, topološko enakovrednih sferi:
{\displaystyle \chi =V+F-E=2\!\,,}
kjer je:
- {\displaystyle V\,} število oglišč
- {\displaystyle F\,} število stranskih ploskev
- {\displaystyle E\,} število robov
- {\displaystyle \chi \,} Eulerjeva karakteristika

Zgled podaja naslednja razpredelnica za platonska telesa:
| platonsko telo | slika | V  | F  | E  | {\displaystyle \chi \,} |
| -------------- | ----- | -- | -- | -- | ----------------------- |
| tetraeder      |       | 4  | 4  | 6  | 2                       |
| kocka          |       | 8  | 6  | 12 | 2                       |
| oktaeder       |       | 6  | 8  | 12 | 2                       |
| dodekaeder     |       | 20 | 12 | 30 | 2                       |
| ikozaeder      |       | 12 | 20 | 30 | 2                       |